# Walenty Puszkarz
Walenty Puszkarz – poseł do Sejmu Krajowego Galicji II kadencji (1867–1869), włościanin z  Zawady.
Wybrany w IV kurii obwodu Tarnów, z okręgu wyborczego nr 68 Dębica-Pilzno. 